# ReBoot
ReBoot es una serie animada de acción y aventura que se emitió originalmente entre 1994 y 2002; fue la primera serie animada en ser hecha completamente en computadora. 
Fue creada en Canadá y estuvo en el aire desde 1994 a 2002. Fue producida por la compañía Mainframe Entertainment (ahora nombrada RainMaker Ent.) instalada en Vancouver y fue creada por Gavin Blair, Ian Pearson, Phil Mitchell y John Grace, su diseño visual estuvo a cargo de Brendan McCarthy después de un esfuerzo inicial de Ian Gibson.

## Personajes principales
- Bob - Guardián #452, actúa como el guardián de Mainframe. Posee una herramienta de múltiples funciones llamada Glitch, que lo ayuda a reparar errores de sistema. Mantiene una relación de amistad/amor con Dot.
- Dot Matrix - Es una chica compañera de Bob, tiene un local de comidas rápidas llamado Dot´s Dinner y es la intérprete de Mainframe. Mantiene una relación de amistad/amor con Bob.
- Enzo Matrix - Es el hermano más pequeño de Dot, idolatra a Bob como su héroe. Posteriormente crece y se convierte en un renegado al que se le llama únicamente Matrix. Acompaña a Bob en varias aventuras.
- Frisket - El fiel perro de Enzo. Es muy feroz e independiente pero obedece en todo a Enzo y a AndrAIa. No se lleva bien con Bob.
- Phong - Es el Administrador de sistema de Mainframe; es un profeta y mentor de los habitantes de la ciudad y trabaja junto a Bob y Dot en la seguridad del sistema.
- AndrAIa - Es originalmente un fantasma de un juego marino que se vuelve amiga de Enzo y que fue introducida en la segunda temporada. Las letras "AI" de su nombre se refieren a la expresión inglesa "Artificial Intelligence". Mantiene una relación muy cercana a Enzo Matrix, que se vuelve romántica al volverse ambos mayores.
- Megabyte - Es un virus informático y uno de los villanos más importantes de la serie, comúnmente se opone a Hexadecimal, su hermana gemela, también malvada. Tiene acento inglés y aspecto musculoso. Como Hexadecimal, surgió de la división un virus llamado Kilobyte durante el último experimento fallido del padre de Dot y Enzo. Cuando más adelante en la serie, él y la criatura que viene de la red se fusionan con su hermana forman un virus aún más poderoso llamado Gigabyte, de alta peligrosidad. Su principal objetivo durante toda la serie, además de obtener el control sobre la Oficina Central, es crear un portal que lo lleve hasta la Supercomputadora.
- Hexadecimal - Es la hermana gemela de Megabyte, es un virus  psicótico, mentalmente inestable y con problemas de identidad, que también cree que es una especie de artista. Es uno de los personajes más poderosos de la serie. Como Megabyte, nació de la división del virus Kilobyte. No tiene expresiones faciales propias sino las que finge con una serie de máscaras. La versión original también tenía acento inglés.
- Mouse - Es un hacker independiente que al principio aparece brevemente. En capítulos posteriores se queda permanentemente como apoyo en Mainframe luego de ser engañada por el guardián Turbo para casi destruir Mainframe. Habla con acento del sur de los Estados Unidos.
- Hack & Slash - Son los dos robots empleados de Megabyte, de apariencia similar, pero unos de ellos es rojo y el otro es azul. Por lo general, por su torpeza crean muchos problemas.
- Ray Tracer - Un navegador web que ayuda a Matrix, AndraIA y Bob a regresar a Mainframe. Aunque al comienzo surge como un rival amoroso para Matrix, termina con un interés romántico por Mouse.
- Mike el Televisor - Un televisor parlante que ayuda o entorpece a los héroes en sus aventuras. Habla generalmente con voz de narrador de comerciales televisivos.

## Eslogan de Bob
Español 
Yo viajo en la red, hacia los sistemas, personas y ciudades desde este lugar: Mainframe. Mi formato Guardián. Para corregir y defender. Para defender a mis nuevos amigos, sus esperanzas y sueños. Para defenderlos de sus enemigos.
Dicen que el usuario vive más allá de la red, y que ingresa juegos por placer. Nadie lo sabe con seguridad, pero intentare averiguarlo...Reboot.
Inglés 
I come from the Net--through systems, peoples, and cities--to this place: MAINFRAME. My format: Guardian. To mend and defend--to defend my new found friends, their hopes and dreams, and to defend them from their enemies." They say the user into the games for placer, no one know for sure, but I intent to find out...Reboot.

## Historia
Todo inicia cuando Bob, un joven cadete de la super computadora, llega a MainFrame persiguiendo a un virus llamado KiloByte, que fue teletransportado a la ciudad por el experimento fallido del padre de Dot. Como guardián, Bob termina siendo quien resuelve la mayoría de problemas de la ciudad.
Dot Matrix, es una chica joven, que es la dueña de un restaurante llamado Dot´s Dinner y es quien ayuda a Bob a instalarse en MainFrame. Enzo, su hermano menor es quien se mete en problemas por entrar a los juegos (cubos morados gigantes) que el Usuario invoca en medio de la ciudad. Junto con ellos, varios de sus amigos como Mike el televisor parlante y Phong el administrador del sistema, hacen amenas las aventuras de los héroes. Siempre están protegiendo la ciudad de los problemas, aunque los principales causantes de todo lo malo que sucede por lo general son Megabyte y su hermana Hexadecimal, ambos virus con alta peligrosidad. Al ser hermanos trabajan juntos en varias ocasiones para tratar de destruir a los habitantes de MainFrame, aunque es más común que se traten como enemigos y traten de destruirse el uno al otro. Otros personajes se unen posteriormente a la serie en la segunda temporada como AndrAIa, una IA que logra escapar de su juego gracias a Enzo y que pasa a ser otro de los personajes principales de la serie.
Posteriormente, llega un virus llamado "la criatura de la red" a la ciudad a través del espejo de Hexadecimal (roto por culpa de Mike el televisor). Ese virus se fusiona primero con Hexadecimal y luego con Megabyte, creando un super virus mucho más peligroso llamado Gigabyte; con la capacidad de robar energía y crear portales a la red. Posteriormente Gigabyte es neutralizado y separado, pero la criatura de la red continua en la ciudad creciendo y alimentándose de la energía de los ciudadanos. Luego aparece Mouse, una hacker amiga de Bob quien llega a MainFrame al ser contratada por otro guardián y viejo conocido de Bob llamado Turbo; que la engaña para traer una bomba y destruir la ciudad (y al riesgo del super virus junto con ella); pero al explotar la bomba se crea una fisura (una anomalía inestable de energía) que la criatura de la red aprovecha para crear un portal a la red. Después de eso, nuestros amigos tienen que hacer una alianza con Megabyte y Hexadecimal para cerrar el portal, por el que muchas criaturas de la red estaban entrando a la MainFrame. Durante la confusión de la batalla, Megabyte rompe la alianza, daña a 'Glitch', la herramienta multipropósito de Bob y envía a este último hacia la red en una cápsula, cerrando el portal luego de eso.
Luego de que Bob es traicionado y exiliado a la red por Megabyte, Enzo Matrix toma su lugar como el guardián de la ciudad; pues antes de la traición de Megabyte su formato había sido actualizado por Bob a guardián (cadete). Ahora con Dot, AndrAIa y Mouse de su lado trataban de resistir desde la Oficina Central los ataques de Megabyte, que luchaba por obtener el control sobre la ciudad. Después de una brillante estrategia, logran separar un sector de la ciudad mediante un firewall (muro de fuego) y encerrar a ambos virus junto a sus tropas donde no podrían hacer más daños.
Más adelante, Enzo, AndrAIa y Frisket entran a un juego que no pueden ganar y para evitar la nullificación (convertirse en nulls por perder el juego) deciden cambiar sus iconos y volverse parte del juego; aunque eso los expulsaría de MainFrame. Más adelante, ya en su formas adultas por el tiempo acelerado dentro de los juegos, Enzo y AndrAIa buscan como regresar a Mainframe viajando de sistema en sistema a través de los juegos. El tiempo pasado en los juegos endurece a ambos, aunque mientras que Enzo Matrix desarrolla un odio patológico hacia los virus y se vuelve un clásico héroe de acción musculoso de estilo "dispara primero, pregunta después"; AndrAIa se vuelve más una guerrera más equilibrada y sensata. El Enzo adulto adopta el nombre de Matrix y carga una pistola llamada 'Arma' junto con el glitch dañado de Bob; mientras que AndrAIa utiliza un tridente y sus uñas paralizantes como armas. 
Luego de un tiempo, deciden salir de los juegos y buscar su propia ruta hacia MainFrame. Eso los deja en una ciudad donde descubren para su sorpresa que ahora los guardianes (infectados por un supervirus) dominan sobre la mayoría de los sistemas y prohíben los viajes en la red. Es allí donde se encuentran con el surfista Ray Tracer y con el capitán pirata Capacitor "Binomio Carmesí"; que los ayudan a escapar de la ciudad en el barco "Saucy Mare" y llegar hasta la red.
Durante la travesía, una criatura de la red roba parte de la energía de AndrAIa, lo que los embarca en la búsqueda de esa criatura y que los lleva a encontrarse con Bob. Finalmente lograr regresar a MainFrame, que se encuentra casi destruida por Megabyte. Nuestro grupo junto con la resistencia se unen en una ataque final contra la Oficina Central para así rescatar a la ciudad del malvado dominio de Megabyte. Matrix logra por fin derrotar a Megabyte, pero eso no evita que el sistema termine colapsando por todo el daño provocado por el virus. Finalmente cuando todo estaba perdido, el Usuario reinicia el sistema y toda la ciudad es restaurada a su estado anterior; a excepción de Enzo, que existe simultáneamente en sus formas adulta y joven; pues el sistema no lo identificó correctamente y restauró una copia de su versión más joven. La serie finaliza con un musical donde se resume toda la historia de las primeras 3 temporadas.

## Elenco de voces
- Bob (temporadas 1, 2 y 4) — Michael Benyaer
- Bob (season 3 y 4), Glitch-Bob — Ian James Corlett
- Dot Matrix, Princesa Bula — Kathleen Barr
- Enzo Matrix (joven) — Jesse Moss (temporada 1), Matthew Sinclair (temporadas 1 y 2), Christopher Gray (temporada 3), Giacomo *Baessato (temporada 4)
- Matrix (adulto Enzo Matrix) — Paul Dobson
- Megabyte — Tony Jay
- Hexadecimal — Shirley Millner
- AndrAIa (joven) — Andrea Libman
- AndrAIa (adulta) — Sharon Alexander
- Phong, Mike the TV, Cecil, Al — Michael Donovan
- Mouse, Rocky the Raccoon — Louise Vallance
- Ray Tracer — Donal Gibson
- Captain Capacitor, Old Man Pearson — Long John Baldry
- Slash, Turbo, Herr Doktor, Cyrus, Al's Waiter — Gary Chalk
- Hack (temporadas 1 y 2) — Phil Hayes
- Hack (temporadas 2 a 4), Specky — Scott McNeil
- Daemon — Colombe Demers
- Daecon — Richard Newman
- Welman Matrix — Dale Wilson
- Gigabyte - Blu Mankuma

## Doblaje al español
El Doblaje de ReBoot (hasta la temporada 3) fue realizado por los siguientes actores de doblaje de México:
- Bob, Glitch-Bob — Alfonso Obregón Inclán
- Dot — Marina Huerta
- Enzo (Niño) — Carlos Díaz, Eduardo Garza (temporadas 3 y 4)
- Matrix (Enzo Adulto) — Octavio Rojas
- AndrAIa (Niña) — Christine Byrd
- AndrAIa (Adulta) — Cony Madera
- Mouse — Rocío Prado
- Hexadecimal — Nancy McKenzie
- Megabyte — Federico Romano
- Hack — Alfonso Obregón Inclán
- Slash — Carlos del Campo, Carlos Íñigo
- Phong — César Arias
- Ray Tracer (El Surfeador) — Gerardo Reyero
- Turbo — Salvador Delgado
- Mike el Televisor — Ernesto Lezama, Martín Soto (Temporada 3)

## Emisiones en otros países
México
- Canal 5 (1997-2006)
- Discovery Kids (2000-2004)

 Colombia
- Canal A de Inravision Producciones JES (1996)

 Canadá
- Canal Famille/Vrak.TV (doblaje francés, 1995–2004) (Canal Famille fue renombrado como VRAK.TV en 2001)
- YTV  (1994–2002)(2001-2006 en retransmisiones)
- Teletoon Retro (2008–?)

 Chile
- Canal 13 (Latin-american dub, 1997–2003)

 Ecuador
- RTS (Latin-american dub, 1996–2002)
- Teleamazonas (2000-2003)

 Israel
- Children Channel

 Estados Unidos
- ABC (1994–1998)
- Cartoon Network (1999–2002)
- Nicktoons Network (2004–2010)

 Reino Unido
- CITV (1994–2000) (Axed partway through Season 3)

Países Bajos
- RTL 4 (1994–2001)

Costa Rica
- Repretel Canal 4 (1996–2004)

Rusia
- Channel One (Rusia) (1996–2002)

 España
- Telemadrid
- TVG (Galicia)
- Canal 9 (2000)
- TV3 (Cataluña) (1997)

Portugal
- RTP2 (1998)

Puerto Rico
- Telemundo Puerto Rico (1995-1998)

 Sudáfrica
- SABC 2 (1996–2002)

Suecia
- TV1000 (1996)

Italia
- Rai 1 (1999) (only Season 1)

 Venezuela
- Venevisión (1994-2005)

 Argentina
- Magic Kids (1996)
- Discovery Kids (2000-2004)
- Warner Channel (2001-2006)

 UAE
- MBC (2001)

 Perú
- Panamericana Televisión (1996)

 República Dominicana
- Telesistema 11

 Croacia
- Boomerang de Cartoon Network (2005-2007,2012-presente)

## Datos interesantes
- La palabra "Reboot" hace referencia a la acción que realizan los héroes al entrar a los juegos, donde al presionar dos veces su icono adquieren habilidades y conocimientos acordes a sus características y que les son útiles para vencer al Usuario o impedirle ganar.
- Dan Didio, editor de cómics para DC escribió un par de episodios para la serie.
- La serie reboot hay una referencia si pronunciamos re-volt el famoso juego de carreras a control remoto fue hecho para la compañía Acclaim en versiones PC, Playstation 1, Sega Dreamcast.
- Durante la serie con frecuencia se parodiaron algunos videojuegos, películas y otras series famosas de la época (entre las que se pueden destacar: Star Wars, Pokémon, DragonBall, Sailor Moon, James Bond, Indiana Jones, Godzilla, Power Rangers, ToyStory, SilverSurfer, entre otras).
- Posteriormente se realizó una cuarta temporada de solamente 8 capítulos donde se enfrentan a Daemon un nuevo super virus que está infectando toda la red y al regreso de un alterado Megabyte, acabando la temporada con un cabo suelto sin resolver.
- La compañía Rainmaker Studios hizo un reinicio de la serie llamado 'Reboot: The Guardian Code'; que es una mezcla de imagen real y CGI, que es transmitida actualmente por Netflix y YTV.